# Megalastrum organense
Megalastrum organense är en träjonväxtart som beskrevs av R. C. Moran, J.Prado och Labiak. Megalastrum organense ingår i släktet Megalastrum och familjen Dryopteridaceae. Inga underarter finns listade.